# Кеннет Андерссон
Кеннет Андерссон (швед. Kennet Andersson; нар. 6 жовтня 1967, Ескільстуна) — шведський футболіст, що грав на позиції нападника. Гравець національної збірної Швеції.
Чемпіон Туреччини. Володар Кубка Інтертото. Володар Суперкубка УЄФА.

## Клубна кар'єра
У дорослому футболі дебютував 1985 року виступами за команду клубу «Ескільстуна», в якій провів три сезони, взявши участь у 76 матчах чемпіонату.
Згодом з 1989 по 1996 рік грав у декількох європейських футбольних чемпіонатах у складі команд клубів «Гетеборг», «Мехелен», «Норрчепінг», «Лілль», «Кан» та «Барі».
Своєю грою за останню команду привернув увагу представників тренерського штабу «Болоньї», до складу якого приєднався 1996 року. Відіграв за болонської команду наступні три сезони своєї ігрової кар'єри. Більшість часу, проведеного у складі «Болоньї», був основним гравцем атакувальної ланки команди. За цей час виборов титул володаря Кубка Інтертото.
Протягом 1999—2000 років захищав кольори клубів «Лаціо» та «Болонья».
2000 року уклав контракт з клубом «Фенербахче», у складі якого провів наступні два роки своєї кар'єри гравця. Граючи у складі «Фенербахче» також здебільшого виходив на поле в основному складі команди. Виступав за турецький клуб до 2002 року.
Завершив професійну ігрову кар'єру у нижчоліговому клубі «Горда», за команду якого був заявлений після дворічної перерви у виступах на футбольному полі і грав протягом 2004—2005 років.

## Виступи за збірну
1990 року дебютував в офіційних матчах у складі національної збірної Швеції. Протягом кар'єри у національній команді, яка тривала 11 років, провів у формі головної команди країни 83 матчі, забивши 31 гол.
У складі збірної був учасником домашнього для шведів чемпіонату Європи 1992 року, чемпіонату світу 1994 року у США, на якому команда здобула бронзові нагороди, а також чемпіонату Європи 2000 року у Бельгії та Нідерландах.

## Статистика виступів

### Статистика клубних виступів
| Сезон          | Команда       | Ігор | Голів | Ліга        |
| -------------- | ------------- | ---- | ----- | ----------- |
| 1985           | «Ескільстуна» | 5    | 0     | Див. III    |
| 1986           | «Ескільстуна» | 19   | 2     | Див. III    |
| 1987           | «Ескільстуна» | 26   | 8     | Див. II     |
| 1988           | «Ескільстуна» | 26   | 10    | Див. II     |
| 1989           | «Гетеборг»    | 22   | 7     | Аллсвенскан |
| 1990           | «Гетеборг»    | 25   | 9     | Аллсвенскан |
| 1991           | «Гетеборг»    | 16   | 13    | Аллсвенскан |
| 1991–92        | «Мехелен»     | 26   | 6     | Дивізіон 1  |
| 1992-січ. 1993 | «Мехелен»     | 7    | 2     | Дивізіон 1  |
| січ.-чер. 1993 | «Норрчепінг»  | 13   | 8     | Аллсвенскан |
| 1993–94        | «Лілль»       | 32   | 11    | Ліга 1      |
| 1994–95        | «Кан»         | 31   | 9     | Ліга 1      |
| 1995–96        | «Барі»        | 33   | 12    | Серія A     |
| 1996–97        | «Болонья»     | 29   | 8     | Серія A     |
| 1997–98        | «Болонья»     | 32   | 12    | Серія A     |
| 1998–99        | «Болонья»     | 25   | 6     | Серія A     |
| сер.-лис. 1999 | «Лаціо»       | 2    | 0     | Серія A     |
| лис. 1999–00   | «Болонья»     | 28   | 7     | Серія A     |
| 2000–01        | «Фенербахче»  | 27   | 10    | Суперліга   |
| 2001–02        | «Фенербахче»  | 29   | 5     | Суперліга   |
| 2004–05        | «Горда»       | 25   | 12    | Див. V      |

## Титули і досягнення

### Командні
- Чемпіон Туреччини (1):

«Фенербахче»: 2000–01
- Володар Кубка Інтертото (1):

«Болонья»: 1998
- Володар Суперкубка УЄФА (1):

«Лаціо»: 1999
- Бронзовий призер чемпіонату світу: 1994

### Особисті
- Найкращий бомбардир чемпіонату Швеції (1):

1991 (13)